# Lucius I.
Svatý Lucius I. (zemřel 4. března 254 v Římě) byl 22. papežem katolické církve v letech 253–254.

## Život
Narodil se v Římě. O jeho rodině není nic známo, otec se údajně jmenoval Porfyrián.
Papežem byl zvolen pravděpodobně 25. června 253, v době nové vlny pronásledování křesťanů za vlády císaře Treboniana Galla. Tomuto pronásledování předcházelo vyhoštění Luciova předchůdce, papeže Kornelia. Lucius I. byl rovněž vyhoštěn, ale poté, co se římským císařem stal Valerianus, se mu podařilo získat povolení k návratu. Návrat z vyhnanství je počítán k zázrakům, které vedly k Luciově svatořečení.
Lucius I. byl římským biskupem pouhých 8 měsíců. Dochovalo se několik dopisů svatému Cypriánovi, ve kterých zastává mírné názory svých předchůdců na přijímání odpadlíků a hříšníků zpět do církve.
Zemřel s největší pravděpodobností 4. března 254. Tradice tvrdí, že byl umučen během pronásledování křesťanů v době vlády císaře Valeriana. Nezdá se to však být příliš pravděpodobné, neboť první edikt k pronásledování křesťanů císař vydal až v roce 257, kdy byl Lucius již dávno mrtev.
Luciova hrobka se nachází v Kalixtových katakombách, ale jeho ostatky byly odtud odvezeny. Podle nejrozšířenější verze byly přesunuty do chrámu sv. Cecílie (Santa Cecilia in Trastevere) společně s ostatky sv. Cecílie a dalších světců. Jiné prameny uvádějí, že je nechal přenést papež Pavel I. (757–767) do kostela San Silvestro in Capite. Konečně podle další verze je přestěhoval papež Paschalis I. (817–824) do baziliky sv. Praxedy. Jeho hlava je však uchovávána v Dánsku, v relikviáři katedrály sv. Ansgara v Kodani. Jsou to jedny z mála ostatků v Dánsku, které přečkaly reformaci. Okolo roku 1100 byl Lucius vyhlášen patronem dánské provincie Sjælland.
Památku svatého Lucia si katolická církev připomíná v den jeho úmrtí 4. března.